# 제75회 베네치아 국제 영화제

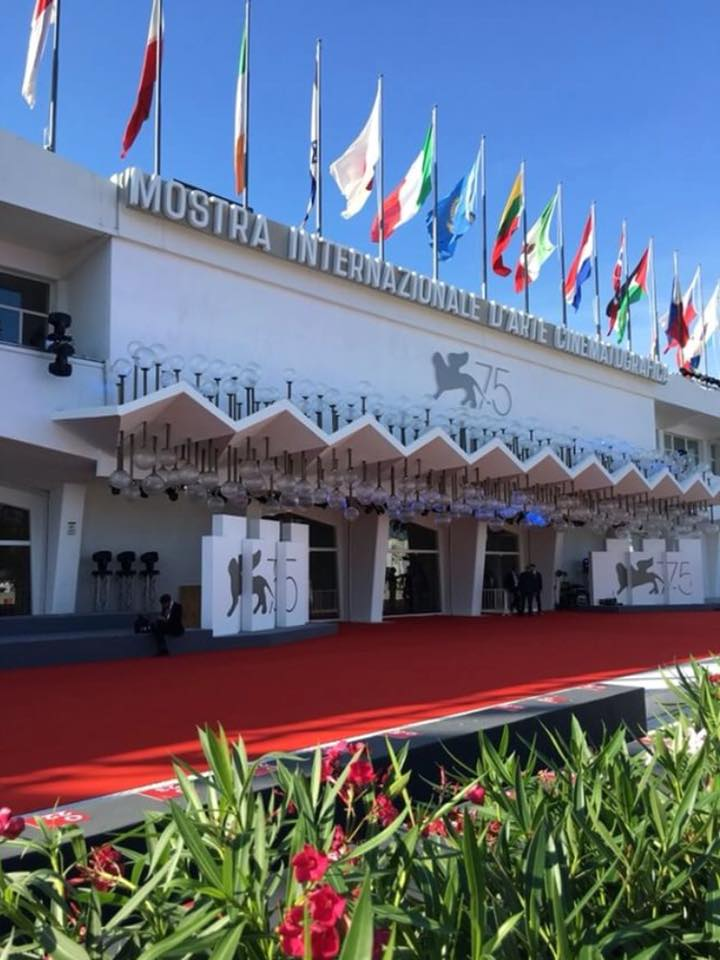

제75회 베네치아 국제 영화제는 2018년 8월 29일에 열린 시상식이다. 2018년 8월 29일부터 9월 8일까지 개최되었다.
멕시코 영화감독 기예르모 델 토로가 본 경쟁부문 심사위원장을 맡았다. 데이미언 셔젤 감독의 퍼스트 맨은 영화제 개막작이었다. 미켈레 리온디노가 페스티벌의 호스트였다.
페스티벌 포스터는 이탈리아 예술가 로렌조 마토티(Lorenzo Mattotti)가 제작했는데, 그는 "눈을 끌고 생각을 끌지만 너무 많이 드러내지 않는" 방식으로 디자인했다.
황금사자상은 알폰소 쿠아론 감독의 로마 (2018년 영화)에게 돌아갔다.

## 수상 및 후보

### 황금사자상
- 로마 - 알폰소 쿠아론 수상

### 은사자상-감독상
- 시스터스 브라더스 - 자크 오디아르 수상

### 심사위원대상
- 더 페이버릿 - 요르고스 란티모스 수상

### 볼피컵 여우주연상
- 더 페이버릿 - 올리비아 콜맨 수상

### 볼피컵 남우주연상
- 앳 이터너티스 게이트 - 윌렘 대포 수상

### 심사위원특별상
- 나이팅게일 - 제니퍼 켄트 수상

### 평생공로상
데이비드 크로넨버그 수상

### 예거 르쿨투르 감독상
장이머우 수상

### 각본상
- 카우보이의 노래 - 조엘 코엔 외 1명 수상

### 마르첼로 마스트로얀니 상
- 나이팅게일 - 베이컬리 거넴바르 수상

### 미래의 사자상
- 그림자가 사라진 날 - 소다데 카단 수상

### 오리종티 상-작품상
- 만타 레이 - 푸티퐁 아룬펜 수상

### 오리종티 상-단편
- 카도 - 아딧야 아흐메드 수상

### 오리종티 상-심사위원특별상
- 아노스 - 마무트 파질 코스쿤 수상

### 오리종티 상-감독상
- 더 리버 - 에미르 바이가진 수상

### 오리종티 상-각본상
- 진파 - 완마 차이단 수상

### 오리종티 상-특별 여자 연기자상
- 더 맨 후 서프라이즈드 에브리원 - 나탈리아 쿠드리아쇼바 수상

### 오리종티 상-특별 남자 연기자상
- 텔 아비브 온 파이어 - 카이스 나시프 수상

### 오리종티 상-유럽단편상
- 글리 안니 - 사라 프가이어 수상

### 매직 랜턴상
- 쁘띠 아만다 - 미카엘 허스 수상

### 베니스 클래식 상 - 다큐멘터리
- 그레이트 버스터 - 피터 보그다노비치 수상

### 베니스 클래식 상 - RESTORED
- 로렌조의 밤 - 파올로 타비아니 외 1명 수상

### 베스트 VR 상
- 스피어스 - 엘리자 맥니트 수상

### 베스트 VR 스토리상
- 아일 오브 더 데드 - 벤자민 누엘 수상

### 베스트 VR 익스피리언스상
- 버디 VR - 채수응 수상

### 경쟁부문
- 더 마운틴 - 릭 알버슨
- 이-북 - 올리비에 아사야스
- 더 시스터스 브라더스 - 자크 오디아르
- 퍼스트 맨 - 데이미언 셔젤
- 더 발라드 오브 버스터 스크럭스 - 에단 코엔 외 1명
- 복스 룩스 - 브래디 코베
- 로마 - 알폰소 쿠아론
- 22 줄라이 - 폴 그린그래스
- 서스페리아 - 루카 구아다니노
- 웍스 위드아웃 언 오서 - 플로리안 헨켈 폰 도너스마르크
- 나이팅게일 - 제니퍼 켄트
- 더 페이버릿 - 요르고스 란티모스
- 피털루 - 마이크 리
- 카프리 레볼루션 - 마리오 마르토네
- 왓 유 고나 두 웬 더 월즈 온 파이어? - 로베르토 미네르비니
- 선셋 - 라즐로 네메스
- 클로즈 에너미 - 다비드 오엘호펜
- 누에스트로 티엠포 - 카를로스 레이가다스
- 앳 이터너티스 게이트 - 줄리안 슈나벨
- 아쿠사다 - 곤잘로 토발
- 킬링 - 츠카모토 신야

### 비경쟁부문
- 우나 스토리아 센자 노미 - 로베르토 안도
- 레 제스테반 - 발레리아 브루니 테데스키
- 어 스타 이즈 본 - 브래들리 쿠퍼
- 미 오브라 마에스트라 - 가스통 듀프랫
- 어 트램웨이 인 예루살렘 - 아모스 기타이
- 원 네이션, 원 킹 - 피에르 쉘러
- 라 퀸두드 - 파블로 트라페로
- 드래그 어크로스 콘크리트 - S.크레이그 찰러
- 무영자 - 장이머우
- 어 레터 투 어 프렌드 인 가자 - 아모스 기타이
- 아쿠아렐라 - 빅토르 코사코프스키
- 엘 페페, 우나 비다 수프리마 - 에미르 쿠스투리차
- 프로세스 - 세르히 로즈니차
- 카민 스트리트 기타 - 론 만
- 아이시스, 투모로우. 더 로스트 소울즈 오브 모슬 - 프란체스카 만노치 외 1명
- 아메리칸 다르마 - 에롤 모리스
- 인트로투치오네 알오스쿠로 - 가스통 솔니츠키
- 1938 디베르시 - 조르지오 트레비스
- 너의 얼굴 - 차이밍량
- 몬로비아, 인디애나 - 프레더릭 와이즈먼
- 데이 윌 러브 미 웬 아임 데드 - 모건 네빌
- 바람의 저편 - 오손 웰즈
- 라미카 지니알레 - 사베리오 코스탄조
- 일 디아리오 디 안젤라 - 노이 듀 씨너스티 - 예르반트 지아니키안

### 오리종티 경쟁부문
- 만타 레이 - 푸티퐁 아룬펜
- 소니 - 이반 아이르
- 더 리버 - 에미르 바이가진
- 라 노체 드 12 아노스 - 알바로 브레히너
- 언리멤버 - 플라비아 카스트로
- 아노스 - 마무트 파질 코스쿤
- 술라 미아 펠레 - 알레시오 크레모니니
- 언 지오노 알임프로비소 - 치로 디에밀리오
- 찰리 세즈 - 메리 해론
- 아만다 - 미카엘 허스
- 그림자가 사라진 날 - 소다데 카단
- 엔카 - 사라 막스
- 더 맨 후 서프라이즈드 에브리원 - 나타샤 메르쿨로바 외 1명
- 내 몸의 기억들 - 가린 누그로호
- 애즈 아이 레이 다잉 - 무스타파 사야리
- 라 프로페지아 델아르마딜로 - 엠마누엘 스카링기
- 스트립트 - 야론 샤니
- 진파 - 완마 차이단
- 텔 아비브 온 파이어 - 사메 조아비

### 베니스 클래식
- 화성인 지구 정복 - 존 카펜터
- 비엔나 호텔의 야간 배달부 - 릴리아나 카바니
- 네이키드 시티 - 줄스 다신
- 더 브릭 앤 더 미러 - 에브라힘 골레스탄
- 적선지대 - 미조구치 겐지
- 직업 - 에르마노 올미
- 지난 해 마리앙바드에서 - 알랭 레네
- 한계가 없는 곳 - 아르투로 립스테인
- 아듀 필리핀 - 자끄 로지에
- 고양 - 라리사 셰피트코
- 킬러 - 돈 시겔
- 살인자들 - 로버트 시오드맥
- 로렌조의 밤 - 파올로 타비아니 외 1명
- 사랑, 너의 이름은 슬픔 - 우치다 토무
- 베니스에서의 죽음 - 루치노 비스콘티
- 골렘 - 파울 베게너 외 1명
- 낫띵 새크리드 - 윌리엄 A. 웰먼
- 뜨거운 것이 좋아 - 빌리 와일더
- 그레이트 버스터 - 피터 보그다노비치
- 위민 메이크 필름: 뉴 로드 무비 쓰루 시네마 - 마크 코신스
- 험베르토 마우로 - 안드레 디 마우로
- 리빙 더 라이트 - 로비 뮐러 - M. 클레어 페이만
- 24/25 II 포토그래마 인 피우 - 지안카를로 롤란디 외 1명
- 나이스 걸즈 돈 스테이 포 브렉퍼스트 - 브루스 웨버
- 프리드킨 언컷 - 프란체스코 지펠

### 스콘피니
- 블러드 킨 - 라민 바흐러니
- 아나키스트 뱅커 - 지울리오 바스
- 세상에서 가장 행복한 소년 - 잔 알폰조 파치노티
- 아리베데르치 사이공 - 윌마 라바테
- 트리 오브 라이프 - 테렌스 맬릭
- 르흐드라소티 - 세바스티앙 마르니에르
- 매직랜턴 - 아미르 나데리
- 카모라 - 프란체스코 파티에르노

### VR 경쟁
- Make Noise - May Abdalla
- 언노운 페이션트 - 마이클 비츠
- 버디 VR - 채수응
- Umami - Landia Egal 외 1명
- Eclipse - Astruc Jonathan 외 1명
- The Horrifically Real Virtuality - Marie Jourdren
- 스피어스 - 엘리자 맥니트
- A Discovery of Witches - Kim-Leigh Pontin
- The Roaming - Wetlands - 매튜 프라다
- Kobold - Max Sacker 외 1명
- 아와베나 - 리넷 월워스
- Even in the Rain - 린드세이 브랜햄
- Trail of Angels - 크리스티나 부오지테
- X-Ray Fashion - 프란체스코 카로지니
- Half Life VR - Robert Connor
- 크로우: 더 레전드 - 챕터 1 - 에릭 다넬
- 에이지 오브 세일 - 존 커스
- Mindpalace - Carl Krause 외 1명
- 발라비타 - 게다 레오폴드
- 경계선 - 아사프 마츠니스
- 신농: 테이스트 오브 일루전 - 리 미 외 1명
- The Great C - Steve Miller
- L'ile des morts - Benjamin Nuel
- Home After War - Gayatri Parameswaran 외 1명
- Made This Way: Redefining Masculinity - Elli Raynai 외 1명
- Wu Zhu Zhi Cheng - Jiwen Wang 외 1명
- Fresh Out - Sam Wey 외 1명
- 1943: Berlin Blitz - David Whelan
- Rooms - Christian Zipfel
- VR I - 질스 조빈 외 2명

### VR 비경쟁
- 배틀스카 - 니코 카사베키아 외 1명
- Arden's Wake: Tide's Fall - Eugene YK Chung
- Ghost in the Shell: Virtual Reality Diver - Higashi Hiroaki
- Isle of Dogs: Behind the Scenes (in Virtual Reality) - 폴 라파엘 외 1명
- Kekkon yubiwa monogatari VR (Tales of Wedding Rings VR) - Sou Kaei
- In the Cave - 이반 게르골렛
- Elegy - Marc Guidoni
- Metro Veinte: Cita Ciega - Maria Belen Poncio
- Floodplain - Deniz Tortum